# Order Czerwonej Gwiazdy
Order Czerwonej Gwiazdy (ros. Орден Краснoй Звезды) – radzieckie odznaczenie wojskowe ustanowione Uchwałą Prezydium Centralnego Komitetu Wykonawczego ZSRR z 6 kwietnia 1930 roku.
5 maja 1930 roku został zatwierdzony statut orderu. W późniejszym czasie kilkakrotnie były wprowadzane zmiany i uściślenia do statutu, ostatnia zmiana miała miejsce w dniu 28 marca 1980 roku, gdy zatwierdzono nową redakcję statutu.
Order Czerwonej Gwiazdy ustanowiony został dla nagradzania za bojowe zasługi w dziele obrony ZSRR oraz zapewnienia bezpieczeństwa publicznego zarówno w czasie wojny, jak i podczas pokoju.

## Zasady nadawania
Orderem nagradzani byli żołnierze Armii Czerwonej (od 1946 roku Armii Radzieckiej) i Floty Wojennej, wojsk ochrony pogranicza oraz wojsk wewnętrznych, pracownicy organów NKGB, a także funkcjonariusze organów spraw wewnętrznych (NKWD). Orderem mogli być również nagradzani żołnierze państw obcych.
Zgodnie ze statutem Orderem Czerwonej Gwiazdy nagradzano:
- za osobiste męstwo i odwagę na polu walki, wspaniałą organizację i umiejętne dowodzenie w czasie działań bojowych,
- za zadanie przeciwnikowi poważnych strat w wyniku pomyślnych działań bojowych jednostek wojskowych i związków taktycznych,
- za zasługi w umacnianiu bezpieczeństwa państwa oraz nienaruszalności granicy państwowej,
- za męstwo i odwagę wykazane podczas wypełniania – w warunkach zagrożenia życia – wojskowych lub służbowych obowiązków,
- za wzorowe wykonywanie zadań specjalnych oraz inne czyny bohaterskie dokonane w czasie pokoju,
- za duże zasługi w utrzymaniu wysokiej gotowości bojowej wojsk, poważne osiągnięcia w bojowym i politycznym przygotowaniu wojsk, opanowaniu nowej techniki bojowej oraz za inne zasługi w umacnianiu siły obronnej ZSRR,
- za zasługi w rozwoju nauki i techniki wojskowej, za zasługi w przygotowaniu kadr dla Sił Zbrojnych ZSRR,
- za zasługi w umacnianiu gotowości obronnej państw wspólnoty socjalistycznej.

Order Czerwonej Gwiazdy był nadawany przez Prezydium Rady Najwyższej ZSRR na wniosek ministra obrony narodowej, ministra spraw wewnętrznych lub Komitetu ds. Bezpieczeństwa Państwowego.

## Osoby i podmioty odznaczone orderem
Pierwszym kawalerem orderu Czerwonej Gwiazdy został w 1930 roku dowódca i późniejszy marszałek Związku Radzieckiego Wasilij Blücher, nagrodzony za wybitne kierowanie operacją przeciwko wojskom chińskim w czasie konfliktu radziecko-chińskiego w 1929 roku. W 1933 roku za wybitne osiągnięcia w dziele umacniania gotowości bojowej i politycznej Armii Czerwonej orderem została nagrodzona gazeta „Krasnaja Zwiezda” (ros. Краснaя Звезда).
Do czerwca 1941 roku nadano ponad 21 500 orderów Czerwonej Gwiazdy. Za zasługi i bohaterstwo w latach wielkiej wojny ojczyźnianej nadano ponad 2 860 000 orderów, a do 1983 roku ponad 3 800 000. Wśród wyróżnionych orderem Czerwonej Gwiazdy znajdują się setki jednostek wojskowych i związków taktycznych Armii Czerwonej, również jednostki ludowego Wojska Polskiego otrzymywały ten order.
Wykaz jednostek Wojska Polskiego które otrzymały order Czerwonej Gwiazdy
- 2 Warszawska Brygada Saperów
- 10 Saski Samodzielny Liniowy Batalion Łączności
- 6 Samodzielny Warszawski Batalion Pontonowo-Mostowy
- 7 Warszawski Batalion Saperów
- 10 Batalion Saperów
- 11 Batalion Saperów
- 3 Saska Lotnicza Eskadra Łączności
- 23 Samodzielna Kompania Kablowo-Tyczkowa

## Opis odznaki
Odznaka orderu została wykonana ze srebra i przedstawia wypukłą, pięcioramienną gwiazdę pokrytą ciemnoczerwoną emalią. W centrum gwiazdy umieszczono srebrną tarczę z wyobrażeniem postaci czerwonoarmisty w płaszczu i z karabinem w ręku. Dookoła tarczy umieszczony jest napis „Proletariusze wszystkich krajów, łączcie się!” (ros. Пролетарии всех стран соединяйтесь), a w dolnej części ZSRR (ros. CCCP). Poniżej tarczy znajduje się sierp i młot. Na odwrotnej stronie kolejny numer.
Baretka orderu ma kolor bordowy z szerokim, szarym paskiem pośrodku.